# Oscar Waller

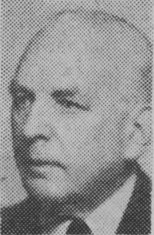
Oscar Waller

Oscar Edvard Waller, född 17 november 1871 i Längbro församling, Örebro län, död 28 augusti 1951 i Stockholm, var en svensk arkitekt.

## Biografi

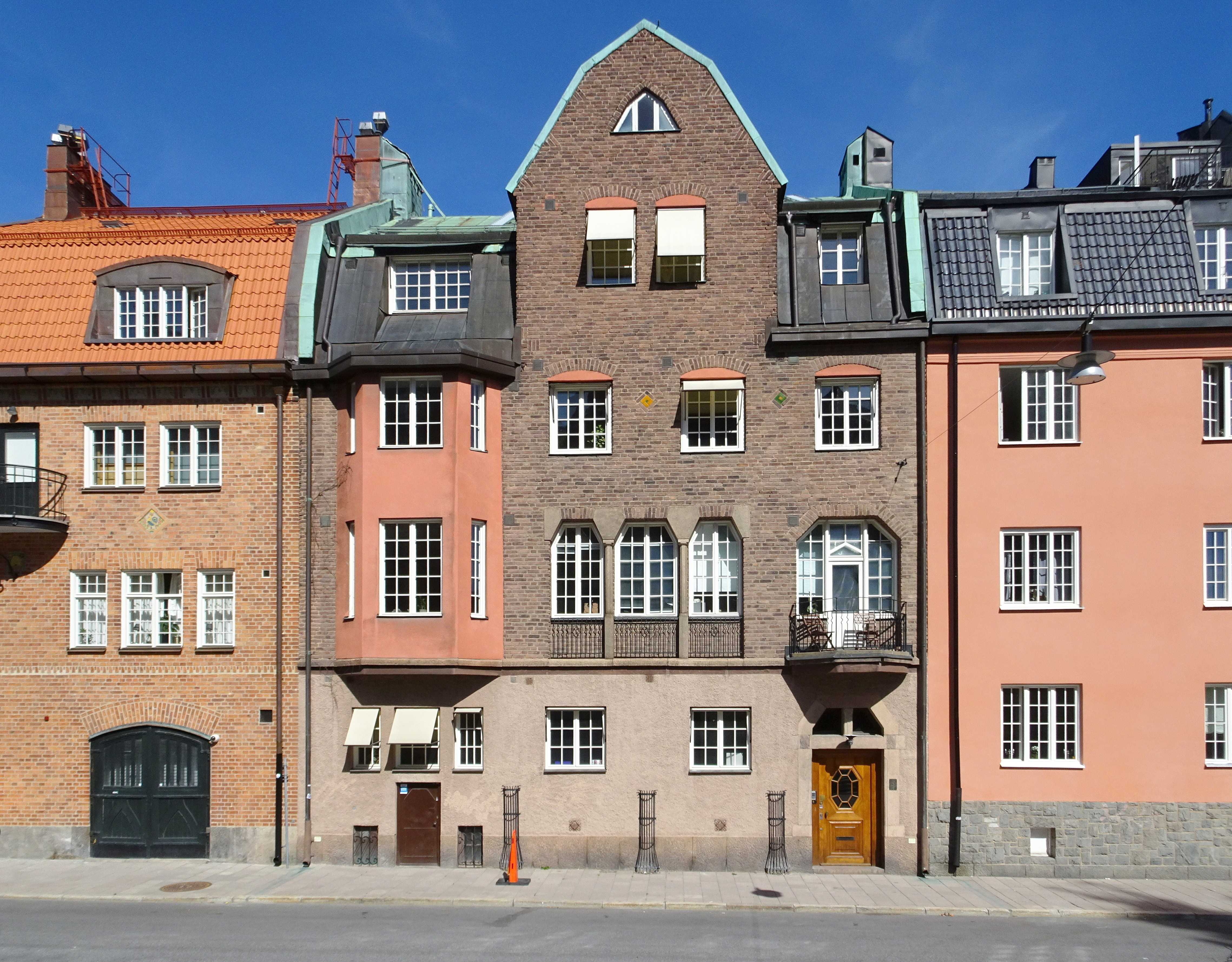
Piplärkan 15, Stockholm, 1910.

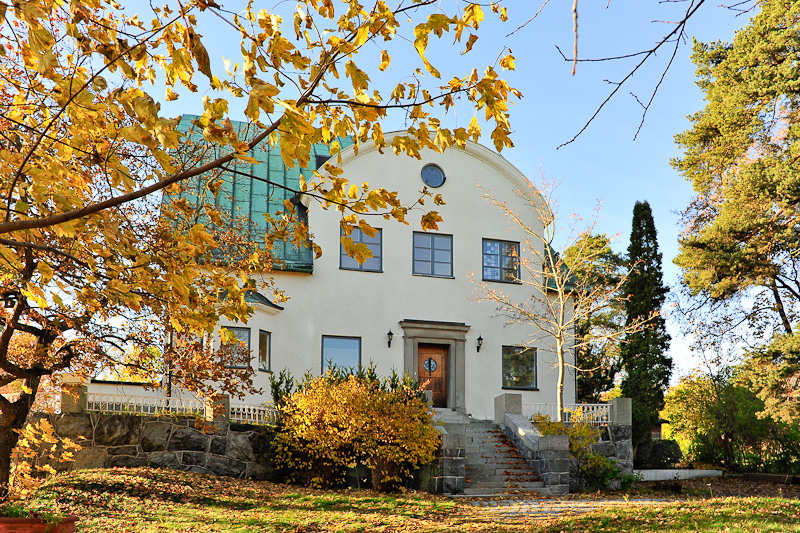
Villa Bergtomta, Lidingö, 1910.

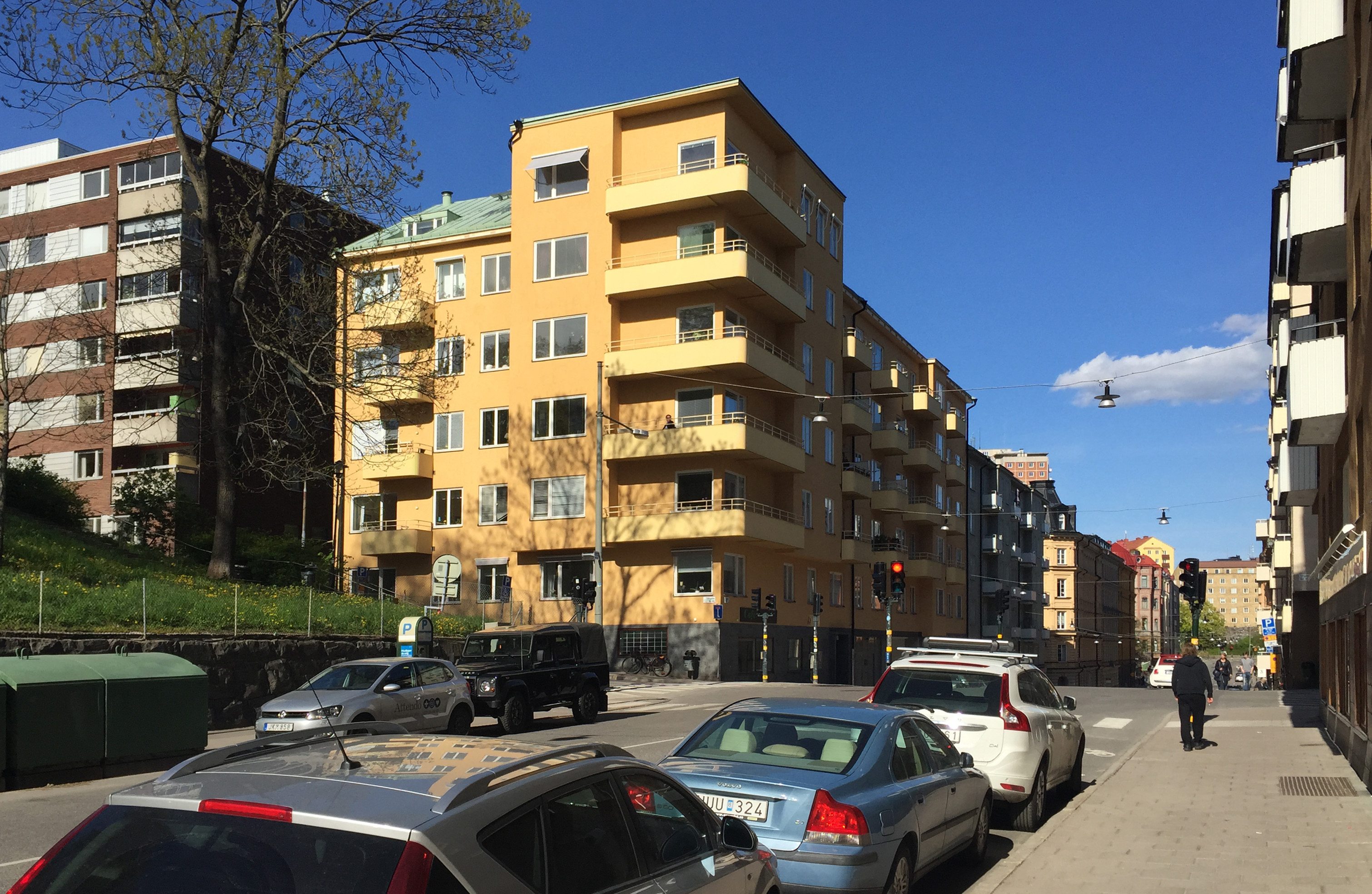
Kvarteret vilan, Stockholm, 1940.

Waller var anställd i Örebro hos Magnus Dahlander 1898-1899 och hos A Lindstedt 1900-1902. Han flyttade därefter till Stockholm och arbetade för Sigge Cronstedt 1903-1904. Åren 1904-1906 studerade han arkitektur på KTH. 1905-1909 tjänstgjorde han under Per Olof Hallman. Från 1910 drev han egen verksamhet.
Han har ritat ett flertal bostadshus i Stockholm och dess förorter. Han står även bakom ett stort antal industribyggnader, särskilt tryckeribyggnader i Stockholmsområdet samt i landsorten. Han står bakom Norrköpings Tidningars hus från 1918. Waller var även byggnadskonsulent i Öregrund och Östhammar.

## Förteckning över uppförda byggnader i Stockholm (urval)[3]
| Fastighet      | Gata               | Byggnadsår               |
| -------------- | ------------------ | ------------------------ |
| Guldfisken 13  | Linnégatan 15      | 1912 (om- och påbyggnad) |
| Heimdall 15    | Frejgatan 34       | 1939-40                  |
| Kvadraten 24   | Allhelgonagatan 13 | 1931                     |
| Kvadraten 25   | Allhelgonagatan 11 | 1931-32                  |
| Oxen Mindre 31 | Luntmakargatan 36  | 1938-39                  |
| Piplärkan 15   | Östermalmsgatan 19 | 1910-12                  |
| Vilan 9        | Roslagsgatan 29    | 1935-36                  |
| Vilan 10       | Roslagsgatan 27    | 1935-36                  |
| Vilan 11       | Frejgatan 18-20    | 1940                     |